# Candy (2006)
Candy é um filme australiano de 2006 do gênero drama, adaptado do romance de Luke Davies, Candy: A Novel of Love and Addiction. O longa-metragem foi dirigido por Neil Armfield e tem no elenco Heath Ledger, Abbie Cornish e Geoffrey Rush.

## Enredo
Um poeta (Heath Ledger) apaixona-se por uma estudante de arte (Abbie Cornish) e o casal, em busca de prazeres, viciam-se em drogas e iniciam uma ciclo de autodestruição.

## Elenco
- Heath Ledger… Dan
- Abbie Cornish… Candy
- Geoffrey Rush… Casper
- Noni Hazelhurst… Elaine Wyatt
- David Argue… Lester
- Paul Blackwell… Phillip Dudley
- Nathaniel Dean… Paul Hillman

## Festivais
- 2006 - Alemanha - Berlin International Film Festival
- 2006 - Hong Kong - Hong Kong International Film Festival
- 2006 - Canadá - Toronto International Film Festival
- 2006 - Reino Unido - London Film Festival
- 2006 - Estados Unidos - Milwaukee International Film Festival
- 2007 - Singapura - Singapore International Film Festival

## Prêmios
- 2006 Australian Writers Guild Awards: Feature Film - Adaptation (Luke Davies e Neil Armfield).
- 2006 Film Critics Circle of Australia: Best Actress in a Lead Role (Abbie Cornish), Best Actor in a Supporting Role (Geoffrey Rush).

Indicações:
- 2006 Berlin International Film Festival: Golden Berlin Bear.
- 2006 Film Critics Circle of Australia: Best Actor in a Leading Role (Heath Ledger), Best Actress in a Supporting Role (Noni Hazlehurst), Best Film, Best Director, Best Adapted Screenplay, Best Music Score (Paul Charlier).
- 2006 Australian Film Institute Awards: Best Film, Best Actress in a Leading Role (Abbie Cornish), Best Actor in a Leading Role (Heath Ledger), Best Actor in a Supporting Role (Geoffrey Rush), Best Actress in a Supporting Role (Noni Hazelhurst), Best Adapted Screenplay, Best Editing, Best Production Design.
- 2006 Inside Film Awards: Best Actor (Heath Ledger), Best Actress (Abbie Cornish).

## Trilha Sonora
- "Song to the Siren" - Paula Arundell

- "One Two Three Four Five Six Seven Eight Nine Ten Barbie Dolls" - Pizzicato Five

- "Blue Moon" - My Life With The Thrill Kill Cult

- "Wedding Theme From Candy" - Johnette Napolitano

- "Slowly" - Amon Tobin

- "Let's Get Away From It All" - Pippa Grandison

- "Rolling" - Soul Coughing

- "Sugar Man" - Rodriguez

- "Ave Vernum Corpus" - Sydney Philharmonia Choir & Sydney Symphony Orchestra

- "Ultrasound" - Good Bhudda

- "Cantus in Memory of Benjamin Britten" - Bournemouth Sinfonietta

- "Song to the Siren" - Tim Buckley